# Das volle Programm
Das volle Programm ist das erste Studioalbum der US-amerikanischen Schlagersängerin Maite Kelly. Es erschien am 16. September 2011 beim Plattenlabel Koch Universal.

## Hintergrund
Das volle Programm ist Kellys erstes deutschsprachiges Album und enthält Titel aus dem Genre des Revue-Pops, wie Titel im 1940er Jahre Retro-Sound. Martin Lingnau und Frank Ramond waren für die Produktion verantwortlich und auch als Autoren an den einzelnen Titeln des Albums beteiligt.

## Titelliste
| Nr. | Titel                                  | Autor(en)                                                       | Produzent(en)                | Länge |
| --- | -------------------------------------- | --------------------------------------------------------------- | ---------------------------- | ----- |
| 1.  | So wie man tanzt so liebt man          | Frank Ramond, Rudolf Müssig, Martin Lingnau                     | Frank Ramond, Martin Lingnau | 2:59  |
| 2.  | Das Einmaleins der Liebe               | Frank Ramond, Rudolf Müssig, Martin Lingnau, Cesare Bixio       | Frank Ramond, Martin Lingnau | 3:11  |
| 3.  | Ich bin die Frau meines Lebens         | Frank Ramond, Rudolf Müssig, Martin Lingnau                     | Frank Ramond, Martin Lingnau | 3:52  |
| 4.  | Und du stehst drauf                    | Frank Ramond, Rudolf Müssig, Martin Lingnau                     | Frank Ramond, Martin Lingnau | 2:49  |
| 5.  | Panama                                 | Frank Ramond, Rudolf Müssig, Martin Lingnau                     | Frank Ramond, Martin Lingnau | 3:08  |
| 6.  | Mit einer Ukulele                      | Frank Ramond, Rudolf Müssig, Martin Lingnau                     | Frank Ramond, Martin Lingnau | 2:55  |
| 7.  | Das volle Programm                     | Frank Ramond, Rudolf Müssig, Maite Kelly, Martin Lingnau        | Frank Ramond, Martin Lingnau | 3:00  |
| 8.  | Conga                                  | Frank Ramond, Rudolf Müssig, Maite Kelly, Martin Lingnau        | Frank Ramond, Martin Lingnau | 3:14  |
| 9.  | Die Affäre                             | Frank Ramond, Maite Kelly, Martin Lingnau, Jovanka von Wilsdorf | Frank Ramond, Martin Lingnau | 3:24  |
| 10. | Mutti würd’ dich lieben (Jazzband Mix) | Frank Ramond, Rudolf Müssig, Maite Kelly, Martin Lingnau        | Frank Ramond, Martin Lingnau | 2:56  |
| 11. | Niemals wieder nach Paris              | Frank Ramond, Rudolf Müssig, Martin Lingnau                     | Frank Ramond, Martin Lingnau | 3:22  |
| 12. | Wie gross kann Liebe werden            | Frank Ramond, Martin Lingnau                                    | Frank Ramond, Martin Lingnau | 2:57  |
| 13. | Live Your Dreams (Bonustitel)          | Maite Kelly                                                     | Florian Peil                 | 3:31  |

## Charts und Chartplatzierungen
| ChartsChartplatzierungen | Höchstplatzierung | Wochen |
| ------------------------ | ----------------- | ------ |
| Deutschland (GfK)        | 23 (5 Wo.)        | 5      |